# Colletes nautlanus
Colletes nautlanus är en biart som beskrevs av Cockerell 1899. Colletes nautlanus ingår i släktet sidenbin, och familjen korttungebin. Inga underarter finns listade i Catalogue of Life.